# ALFEE 4WAY STORY
『ALFEE 4WAY STORY』（アルフィー・フォーウェイ・ストーリー）は1985年8月21日に発売された、ALFEE7枚目のベスト・アルバム。

## 概要
カセットテープだけの企画盤。2本組で発売された。各面、リード・ヴォーカル別で楽曲を収録。

## 収録曲

### カセット・テープ 1
桜井SIDE
1. 真夏のストレンジャー
『FOR YOUR LOVE』収録曲。
2. ジェネレーション・ダイナマイト
『ALFEE'S LAW』収録曲。
3. 星空のディスタンス
4. 真夜中のロマンス
『ALFEE』収録曲。
5. メリーアン

坂崎SIDE
1. シンデレラは眠れない
2. ロールオーバー・イエスタデイ
「恋人達のペイヴメント」B面。
3. NOBODY KNOWS ME
『THE RENAISSANCE』収録曲。
4. 泣かないでMY LOVE
5. Musician
『讃集詩』収録曲。

### カセット・テープ2
高見沢SIDE
1. 二人のSEASON
『THE RENAISSANCE』収録曲。
2. 誓いの明日
『ALFEE'S LAW』収録曲。
3. 別れの律動
4. 回想
『ALMIGHTY ALFEE』収録曲。
5. ラジカル・ティーンエイジャー
「メリーアン」B面。

ALFEE SIDE
1. AFFECTION
『FOR YOUR LOVE』収録曲。
2. 祈り
「暁のパラダイス・ロード」B面。
3. 挽歌
「別れの律動」B面。
4. メモアール
『TIME AND TIDE』収録曲。
5. Saved By The Love Song
『ALMIGHTY ALFEE』収録曲。